# Конфігурація Паппа

Конфігурація Паппа

Конфігурація Паппа — конфігурація дев'яти точок і дев'яти прямих на евклідовій площині, по три точки на прямій і через кожну точку проходять три прямі.
Конфігурацію названо на честь Паппа Александрійського. Теорема Паппа стверджує, що будь-які дві трійки колінеарних точок (точок, що лежать на одній прямій) ABC і abc (жодна з яких не лежить на перетині цих двох прямих) можна доповнити до конфігурації Паппа, додавши шість прямих Ab, aB, Ac, aC, Bc, і bC і три точки, які лежать на перетині цих прямих, X = Ab•aB, Y = Ac•aC і Z = Bc•bC. Ці три точки є точками перетинів «протилежних» сторін шестикутника AbCaBc. За теоремою Паппа, отримана система дев'яти точок і восьми прямих завжди містить три точки перетину X, Y і Z, які називають прямою Паппа.

Граф Паппа

Граф Леві конфігурації Паппа відомий як граф Паппа. Це двочастковий симетричний кубічний граф із 18 вершинами і 27 ребрами.

Конфігурація Паппа з трикутників XcC і YbB, розташованих у перспективі (перспектива трикутників — коли прямі, проведені через вершини трикутників, перетинаються в одній точці)

Конфігурацію Паппа можна також отримати з двох трикутників XcC і YbB, розташованих у перспективі один з одним (три прямі, що проходять через відповідні пари точок, перетинаються в одній точці) трьома різними способами, якщо включити три центри перспективи Z, a і A. Точки конфігурації — це вершини трикутників і центри перспектив, а прямі конфігурації — це прямі, що проходять через пари точок, які належать різним трикутникам.
Конфігурацію Дезарга також можна визначити в термінах перспективи трикутників, а конфігурацію Реє можна визначити аналогічно через два тетраедри, які перебувають у перспективі один до одного чотирма різними способами і утворюють зчеплену систему тетраедрів.
Для будь-якої невиродженої кубики (плоскої алгебричної кривої 3-го порядку) на евклідовій площині, трьох дійсних точок перегину кривої і четвертої точки на кривій існує єдиний спосіб доповнити ці чотири точки, щоб отримати конфігурацію Паппа, в якій всі дев'ять точок лежатимуть на кривій.